# 許芝
許芝（?—?），三国时曹魏官员。
东汉末年，許芝为太史丞，曾向曹操推荐管辂。220年，向曹丕上符命，条陈曹魏代汉朝见于谶纬：说易传上说“圣人受命而王，黄龙以戊己日见。”七月四日戊寅，黄龙见，此帝王受命之符瑞最著明者也。御史中丞司马懿等附和許芝之言。曹丕称帝，任命許芝为太史令。223年，刘备死后，太史令許芝、司徒华歆、司空王朗、尚书令陈群、谒者仆射诸葛璋各曾写信给诸葛亮，让其举国称藩。被诸葛亮回信驳斥。